# Johann Konrad Herold

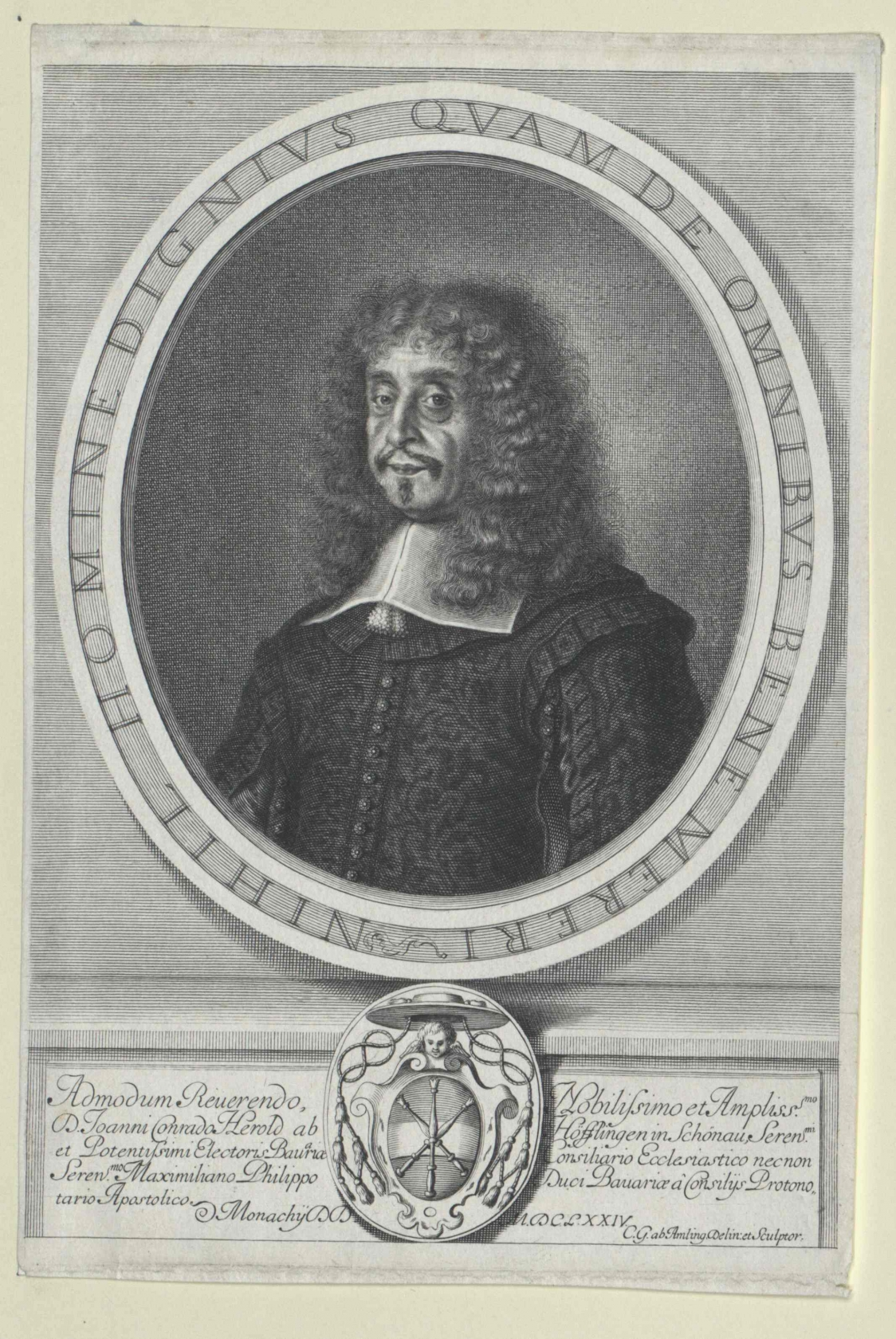
Johann Konrad Herold von Höflingen auf Schönau; Kupferstich von Carl Gustav von Amling, München 1674

Johann Konrad Herold von Höflingen, ab 1665 auf Schönau (italienisch Giovanni Conrado Heroldt; * 1612 in Ellingen im Nordgau; † 26. Juli 1682 in München) war ein Prorektor der Rechtsschule der Universität Padua, kurbayerischer Geistlicher Rat und Prinzenerzieher in München sowie Titularpropst von Kloster Sankt Peter am Madron bei Flintsbach am Inn.

## Leben

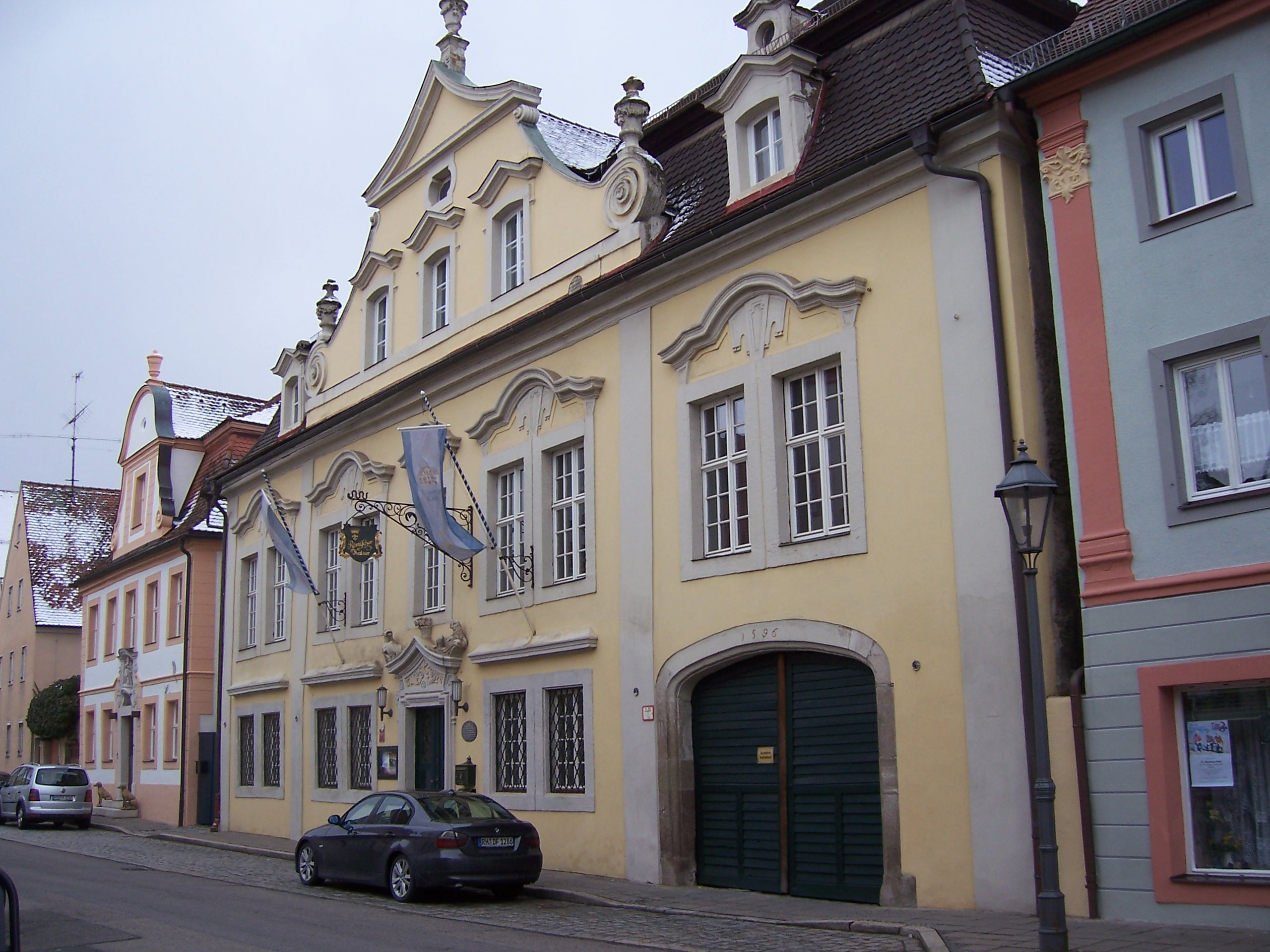
Elternhaus Weißenburger Straße 17 in Ellingen

Johann Konrad Herold entstammte einer niederadeligen Familie, die von Kaiser Rudolph II. (reg. 1576–1612) in den Reichsadelsstand erhoben worden war. Er war ein Sohn des Syndikus der Deutschordensballei Franken Advokat Johann Jakob Herold (* um 1570/75; † 1632) und dessen Frau Anna Maria Vöst. Johann Jakob Herold stammte aus der vorderösterreichischen Stadt Horb am Neckar (Horb ad Nicrum), hatte in Straßburg, Dillingen, Köln und Ingolstadt studiert und wurde dort 1593 durch Albert Hunger zum Lizentiaten beider Rechte und 1594 durch Obertus Giphanius zum Doktor beider Rechte promoviert. Er nahm als Rat des Bischofs von Eichstätt und für den Deutschen Orden an den Regensburger Reichstagen 1598, 1603, 1607 und 1613 teil. Johann Jakob Herold besaß in Ellingen ein Stadtpalais, das spätere Palais Landauer (heute: Hotel Römischer Kaiser), in dem Johann Konrad Herold sehr wahrscheinlich geboren wurde. Seine ältere Schwester Elisabeth Herold war von 1633 bis zu ihrem Tod 1657 Äbtissin von Kloster Oberschönenfeld.

### Studium und Grand Tour
Johann Konrad Herold besuchte seit 1620 das Jesuitengymnasium Ingolstadt. Im Mai 1622 wirkte er als Akademie-Schüler (LL. & Phys. Stud.) mit an einer Schauspiel-Aufführung der Sodalidität der „allerseligsten Jungfrau“ anlässlich der Kanonisierung von Ignatius von Loyola und Franz Xaver. 1625 legte Herold ein Album Amicorum an. Als Stationen von Herolds akademischer Ausbildung bzw. seiner Grand Tour werden darin Padua, Pavia, Bourges, Paris, Amsterdam, Dresden, London, Bologna und Rom erwähnt. Das Album enthielt etwa 400 Einträge insbesondere von Adeligen, es befand sich um 1890 im Besitz von Fürst Franz Joseph von Auersperg (František Josef z Auerspergu) (1856–1938) in Schloss Žleby.
Johann Konrad Herold studierte 1627 an der Universität Bourges, wo er sich in das Stammbuch von Johann Scheib, dem Präzeptor des Grafen Leopold Friedrich von Hohenzollern-Hechingen († 1659), eintrug. 1628 trug sich Jean Conrad Heroldt in Bourges in das Stammbuch von Sigmund Gabriel II. Holzschuher (1607–1635) von Neuenburg, 1629 in das Stammbuch von Yves Dugué (* um 1601; † 1661) ein. Er wandte sich dem Studium der Rechtswissenschaften zu.

### Prorektor und Syndikus in Padua

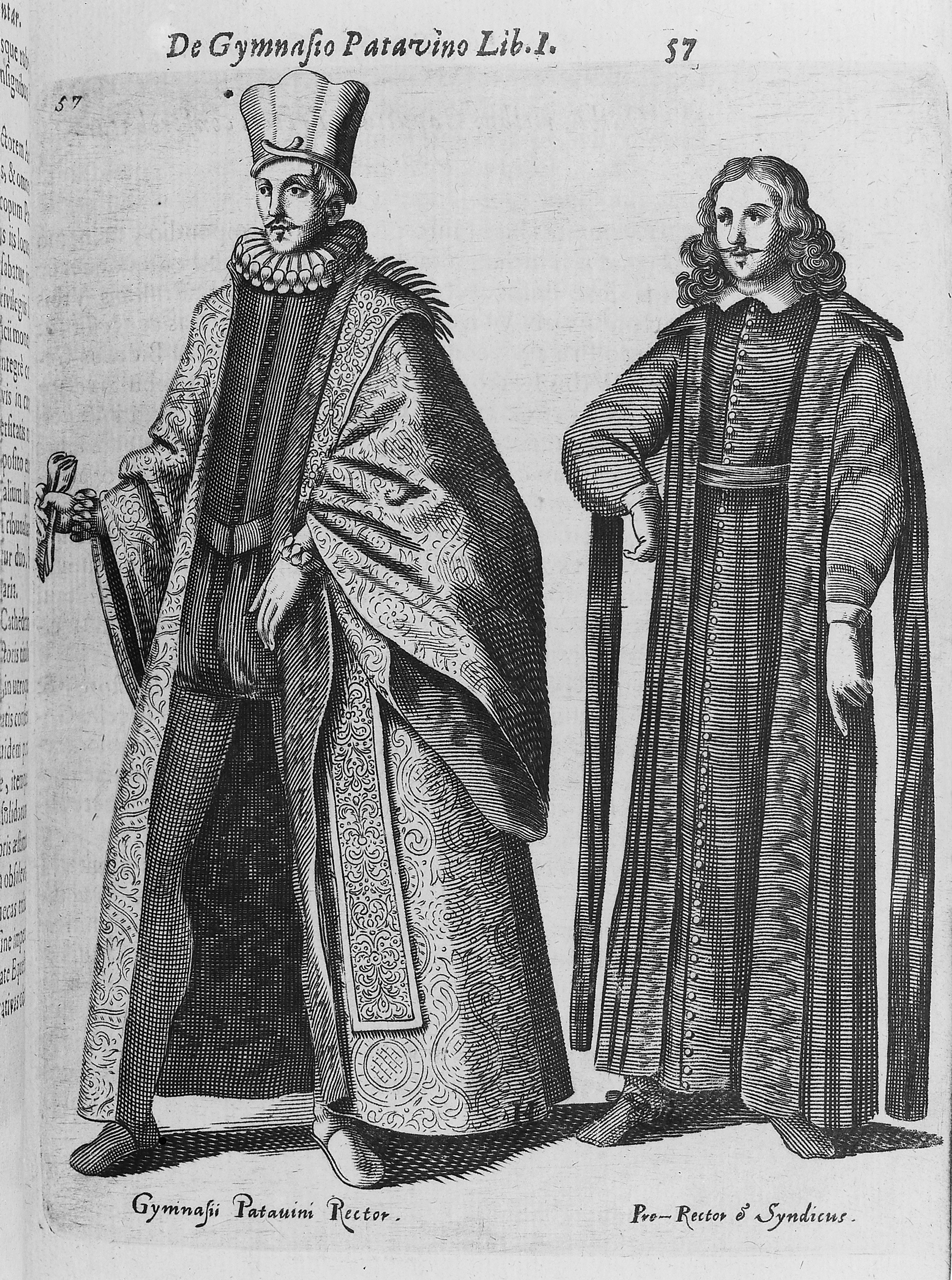
Amtstracht von Rektor (purpurfarben) und Prorektor-Syndikus (schwarz) der Universität Padua, 1654

In der zweiten Hälfte der 1630er Jahre gehörte Iohannes Conradus Heroldt ad Norgoviam nob[ilis] Germanus Francus der Juristen-Universität Padua (Universitas Juristarum Gymnasii Patavini) an und war dort zweimal Consiliarius (Syndikus) der deutschen Nation. Von 1636 bis 1639 wurde er dreimal zum Prorektor der Universität gewählt. Padua stand zu dieser Zeit unter der Oberherrschaft der Republik Venedig. Unter Herolds Prorektorat wurden 1636 die Statuten der Universität um ein 5. Buch erweitert, das von dem Dogen Francesco Erizzo sowie den Paduaner Podestàs (von Venedig bestellte Bürgermeister als Rektoren) Paolo Caotorta (1586–1649) bzw. Zuanne Pisani (1580–1662) und Kapitänen (Obersten Räten) Giacomo (Jacopo) Soranzo bzw. Girolamo Mocenigo (1581–1658) approbiert wurde. Den Lehrkräften, Studenten und Bediensteten des Studiums wurde das Privileg der Befreiung von Abgaben und Steuern gewährt. Der Senat von Venedig veranlasste eine Umorganisation der beiden Universitäten Paduas, bei der das Amt der bisherigen Rektoren und Vizerektoren zugunsten der Syndiki aufgegeben wurde, die künftig den Titel „Prorektor“ führen sollten. Anlässlich der Restauration der Universität – des Archi-Lyzeums – hielt Joannes (Giovanni) Gritti 1638 eine feierliche Rede in der Basilika des Heiligen Antonius in Anwesenheit von Syndikus und Prorektor Io. Conrado Heroldt nobile Germano Franco und Podestà Giovanni Battista (Giambattista) Grimani († 1648). Am Universitätsgebäude wurden 1636, 1637 und 1638 auf Veranlassung von Ioannes Gritti, Michael Hoffmann (Michael Offeman Silesius) und Alexandro Rinaldi, die Assessoren der Universität waren, Inschriftentafeln zu Ehren von Johann Konrad Herold angebracht.
1637 trug sich Giovanni Conrado Heroldt mit seinem Wappen in das Stammbuch von Adam Carl von Lípa ein. 1639 verfasste er ein Manuskript über den deutsch-fränkischen Adel, das sich auch mit der Geschichte seiner Familie beschäftigte.
In Padua heiratete er Lucretia Camilla Dulcia (1620–1645), die nach seiner Angabe der vornehmen, ursprünglich aus Venedig stammenden Adelsfamilie Dulce (ex illustri Dulciorum Venetorum Prosapia) angehörte. Sie sei verwandt mit einem Kardinal (Duraviorum Cardinalis … neptis) und einem Dogen von Genua. Lucretia Camilla Dulcia zog ihre Söhne zweisprachig auf. 1643 hielt sich Herolds Familie in Venedig auf. Dort starb der jüngste Sohn Joannes Jacopo Valentino noch im Säuglingsalter; er wurde im Schiff der Kirche San Giovanni beigesetzt.

### Schiffsunglück bei Regensburg

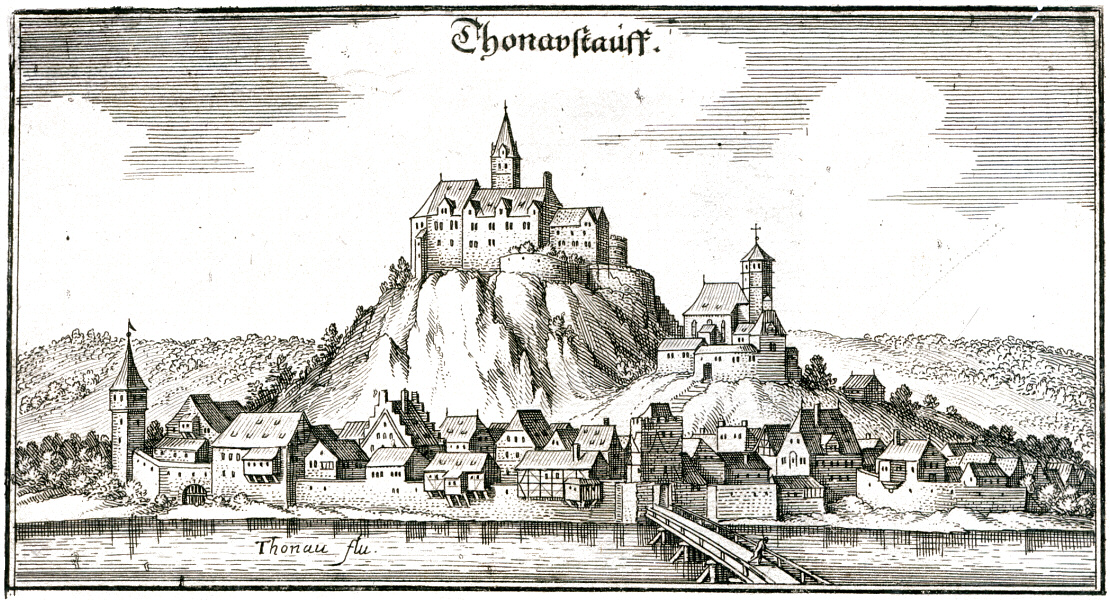
Donaustauf mit Donaubrücke, Stich von Matthäus Merian, 1644

Am 21. Juli 1645 befand sich Herold mit seiner Familie und dem Vater seiner Ehefrau auf einer Schiffsreise auf der Donau zum kaiserlichen Hof in Wien. Ihr Fahrzeug verunglückte an der hölzernen Brücke von Donaustauf, dabei ertranken Herolds 24-jährige Frau Lucretia Camilla und sein 5-jähriger Sohn Joannes Francisco Antonio, die sich nicht aus der Schiffshütte befreien konnten. Johann Konrad Herold, der gerettet wurde, ließ Frau und Sohn in der Niedermünsterkirche in Regensburg beisetzen und stiftete 1646 zur Erinnerung eine Schiefertafel mit Goldinschrift, die im Kreuzgang des Regensburger Doms angebracht wurde.

### Geistlicher Rat und Prinzenerzieher in München
Herold trat als Witwer in den geistlichen Stand. Das Jahresgedächtnis seiner Frau zelebrierte er als Priester. Ihm wurde der päpstliche Titel eines Apostolischen Protonotars verliehen. Johann Conrad Herold wurde im Dezember 1646 während eines Aufenthalts in Wasserburg als Geistlicher Rat des Kurfürsten Maximilian I. von Bayern angestellt und war Instructor (Hauslehrer) des Kurprinzen Ferdinand Maria von Bayern, dem er Sprachunterricht und Lektionen in Rechtsgeschichte erteilte. Die beiden weiteren Prinzenerzieher waren der Hofmeister Graf Bonaventura Fugger (1619–1693) zu Mickhausen und Kirchheim und Pater Johannes Vervaux SJ, der Beichtvater des Kurfürsten.
Von 1649 bis zu seiner Resignation 1653 war Herold Domherr des Kollegiatstiftes Zu Unserer Lieben Frau in München, von 1651 bis 1678 Inhaber des Pütrich’schen Benefiziums an der Kirche St. Elisabeth am Herzogspital. 1655 widmete Herold dem Kurfürsten Ferdinand Maria in italienischer Sprache eine Auslegung des Responsoriums (Lobgedichtes) aus dem Officium rhythmicum S. Antonii, das der Franziskaner Cäsarius von Speyer 1233 zwei Jahre nach dem Tod Antonius’ von Padua verfasst hatte. Während seines Reichsvikariates nach dem Tod Kaiser Ferdinands III. bestätigte Kurfürst Ferdinand Maria den Reichsadelsstand für Johann Conrad und seinen Neffen Augustin Oswald Herold von Höflingen am 19. Juni 1658 durch ein Adel-Anerkennungsdiplom. 1660 verschrieben der kurfürstliche Kammerdiener Leonhard Holzhauser und seine Ehefrau Katharina Maria dem Johann Konrad Heroldt von Höfling, kurbayerischen Rat, päpstlichen Protonotar und Instruktor des Prinzen Maximilian Philipp Hieronymus von Bayern, für ein Darlehen 500 Gulden einen jährlichen Zins von 25 Gulden aus ihrem Haus in der Vorderen Schwabinger Gasse (heute Residenzstraße). 1667 amtierte Herold außer als kurbayerischer Rat auch als Rat des Herzogs Maximilian Philipp Hieronymus von Bayern, der 1650 von seinem Vater Kurfürst Maximilian I. mit der Landgrafschaft Leuchtenberg belehnt worden war.

### Belehnung mit Schönau
Nach dem Tod des Hans Ludwig von Pertolzhofen († 1665) wurde der Geistliche Rat und päpstliche Protonotar Johann Konrad Herold mit der Landsasserei Schönau belehnt. 1667 wurde dem Rat Johann Conrad Herold von Höfflingen zu Schönaw unter dem Titel Begierer, Oder Der Seelen Schatz in Ingolstadt eine Ausgabe des ursprünglich als Espill de la vida religiosa in Katalanisch verfassten allegorischen Romans von Miquel Comalada OSH gewidmet. Das Werk war 1559 von dem Mainzer Weltpriester Justus Blanckwalt († 1600) aus der französischen Version übersetzt und bereits mehrfach auf Deutsch nachgedruckt worden. 1671 korrespondierte Herold mit der Hofmeisterin im Pfalz-Neuburger Schloss Benrath Maria Susanna von Thurn († 1683) zu Alten- und Neubeuern, Witwe des Landmarschalls des Herzogtums Neuburg Freiherrn Wolfgang Adrian von Spiering (1620–1661) zu Fronberg, wegen der Funeralien (Beisetzungsfeierlichkeiten) für Matthias Rudolf Manderus von Neuhausen, Kanoniker des Kollegiatstiftes St. Moritz zu Augsburg. Der geistliche Herr Manderus war Hofmeister des Landrichters Wolfgang Adrian von Spiering in Schloss Fronberg und Burglengenfeld gewesen.

### Propst von Sankt Peter am Madron

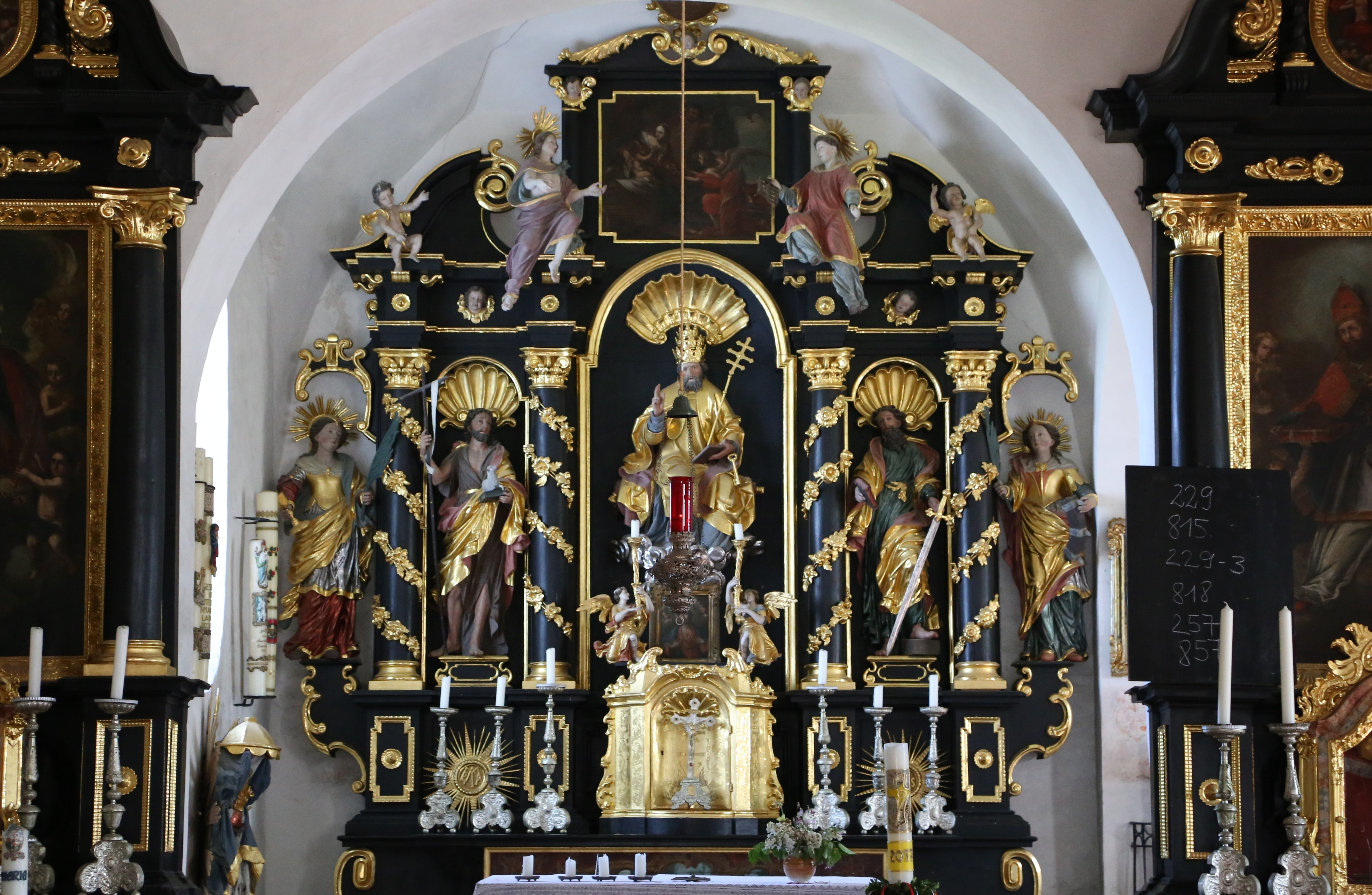
Hochaltar in Sankt Peter am Madron, 1676

Am 5. Dezember 1674 wurde Johann Konrad Herold von Kurfürst Ferdinand Maria von Bayern auf die Propstei des Klosters Sankt Peter am Madron präsentiert. Er stiftete dort 1676 den von dem Bildhauer Thomas Eder († 1689) und dem Maler Johann Gabriel Perger aus Kufstein gestalteten barocken Hochaltar. Dessen Heiligenfiguren stellen die Patrone der sieben Pilgerkirchen Roms dar. Vermutlich war Johann Konrad Herold auch Auftraggeber der Antonius-Büste von 1682 (ursprünglich Halbfigur für die Franziskanerkirche St. Jakob), die sich heute in der Klosterkirche St. Anna im Lehel in München befindet.
Johann Konrad Herold errichtete am 12. Januar 1682 sein Testament, starb 70-jährig am 26. Juli und wurde am 27. Juli 1682 beerdigt.

## Familie
Johann Konrad Herold heiratete um 1639 Lucretia Camilla Dulcia (* 30. August 1620; † 21. Juli 1645) aus Padua. Ihre beiden Söhne waren:
1. Joannes (Giovanni) Francisco Antonio (* 9. November 1639;[44] † 21. Juli 1645 in Donaustauf),
2. Joannes (Giovanni) Jacopo Valentino (* 14. Februar 1643;[44] † 12. September 1643 in Venedig).

Brüder von Johann Konrad Herold waren Johann Leonhard Herold (* um 1595; † um 1669) – im Veltlinkrieg 1624 Kapitänleutnant unter General Gottfried Heinrich zu Pappenheim, bis zur Übergabe an den schwedischen General Gustaf Horn im Dezember 1631 und erneut ab Herbst 1634 Hauptmann und Amtmann des Hochmeisters auf der Feste Neuhaus, 1632 Zeugmeister des Deutschen Ordens auf der Mainau, seit 1657 Rat, Kammersekretär und Rentmeister des Deutschen Ordens – und Johann Gottfried Heroldt (* um 1613). Ein Bruder, der Vater des Neffen Augustin Oswald Herold († nach 1707) von Höflingen, war 1658 verstorben. Wahrscheinlich handelt es sich bei ihm um Johann Jakob Herold d. J. († 1647). Er oder ein anderer der Brüder heiratete Apollonia Murer, Tochter des Fuggerschen Kastners der Grafschaft Kirchberg Ludwig Murrer († 1622/26), Sie war die Witwe von Christoph III. Rosenberger († um 1616(?)) zu Unterweiler, Bürger zu Augsburg, und hatte nach dessen Tod das Gut Irmelbronn genannt Unterweiler (heute Stadtteil von Ulm) in der Grafschaft Kirchberg zum Alleineigentum erworben. Apollonia Murer war die Mutter von Junker Johann Jakob III. Herold († nach 1694) von Höflingen auf Schönau zu Unterweiler (Weiller), der Unterweiler 1693 an das Kollegiatstift St. Michael zu den Wengen in Ulm verkaufte. Ein weiterer Neffe oder Großneffe, Albert Ignatius Herold (* um 1659) von Höflingen, immatrikulierte sich 1669 in Dillingen.
Johann Konrad Herolds Schwester Maria Elisabeth Herold (1599–1657) war von 1633 bis zu ihrem Tod Äbtissin des Zisterzienserinnen-Kloster Oberschönenfeld.
Johann Konrad Herold überließ die Besitzung Schönau 1672 seinem Neffen Augustin Oswald Herold von Höflingen zu Schönau, der vom 5. August 1658 bis zum 29. November 1666 (Resignation) Münchener Chorherr und „Gubernator“ (Erzieher) des Kurprinzen Max Emanuel II. von Bayern war.

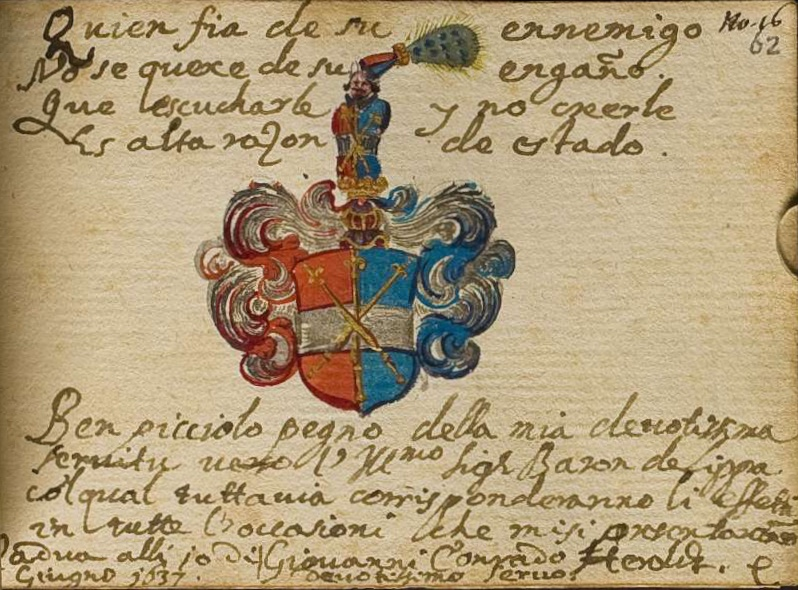
Stammbucheintrag des Johann Konrad Herold mit Wappen in Padua, 1637

## Wappen
Blasonierung: Schild rot-blau gespalten, darüber ein silberner Balken, überdeckt von 3 gekreuzten goldenen Heroldsstäben.

## Wahlspruch
„Nihil homine dignius quam de omnibus bene mereri – Nichts ehrt den Menschen mehr, als sich um jedermann wohlverdient zu machen“.

## Werke
- (Handschrift) Giovanni Conrado Herold: De nobilibus Germanis Francis (oder ähnlich), Padua 1639[22]
- (Handschrift) Johann Konrad Herold: Beschreibung dess an der Bruggen zue Thonnenstauff den 21 July Anno 1645 geschehenen laidigen Schiffs Undergangs. (Eingehender Bericht des Joh. Conr. Heroldt (vormals Vicerector in Padua …) über das Unglück, bei dem seine Gattin Lucretia Camilla und sein Sohn Johann Francis ihr Ende fanden … Epitaphia für die beiden Verunglückten und einen andern Sohn), um 1645/46; Universitätsbibliothek Göttingen (Histor. 114, Blätter 222–244)[59]
- Giovanni Conrado Herold: Responsorio Del Gloriosissimo S. Antonio Di Padoa. Interpretato. Con Diuotissimi Affetti, & Orationi per li sette giorni della settimana, e l’Officio dalla sua Santa Vita nuouamente raccolto. Luca Straub, München 1655 (Digitalisat der Bayerischen Staatsbibliothek München)